# Lyclene reticulata
Lyclene reticulata là một loài bướm đêm thuộc phân họ Arctiinae, họ Erebidae. Nó được tìm thấy ở Queensland, Úc.
Sải cánh dài khoảng 20 mm.